# Hack (langage)
Pour les articles homonymes, voir Hack (homonymie).
Hack est un langage de programmation impératif créé par Facebook et proche du langage PHP dont il se distingue par un typage statique ainsi que d'autres éléments empruntés à divers langages.
Un programme écrit en Hack s'éxécute au sein d'une machine virtuelle HHVM, ce qui permet de le faire cohabiter de façon transparente avec des programmes en PHP.
Présenté officiellement le 20 mars 2014, Hack est utilisé sur la quasi-totalité du site de Facebook. À cette date, les principales différences à noter avec la version 5.5 de PHP sont :
- l'utilisation du tag « hh » pour indiquer le début d'une portion de code écrite en Hack :

```
<?
hh
 
echo
 
"Hello world"
;
 
?>

```

- un typage statique, aussi bien pour les variables que pour les arguments et valeurs de retour des fonctions :

```
int
 
$x
 
=
 
1
;

function
 
f
 
(
int
 
$x
)
 
:
 
string
 
{

    
if
 
(
$x
 
==
 
1
)
 
{
return
 
"Hello world"
;}

    
else
 
{
return
 
"x est différent de 1"
;}

}

```

- la possibilité de définir des classes template :

```
class
 
Liste
<
T
>
 
{

    
public
 
function
 
insert
 
(
T
 
$data
)
 
:
 
void
 
{

        
/* insère dans la liste la donnée de type T */

    
}

    
public
 
function
 
count
()
 
:
 
int
 
{

        
/* retourne le nombre d'éléments de la liste */

    
}

}

```

- un opérateur « ? » de nullification permettant d'autoriser (ou d'interdire, en son absence) l'utilisation de valeurs « NULL » pour un type donné :

```
function
 
estNul
 
(
?
int
 
$x
)
 
:
 
bool
 
{

    
if
 
(
$x
 
==
 
null
)
 
{
return
 
true
;}

    
else
 
{
return
 
false
;}

}

```

- une collection de types standards prédéfinis : Vector, Map, Set, Pair :

```
$chiffres_impairs
 
=
 
Vector
 
{
1
,
3
,
5
,
7
,
9
};

foreach
 
(
$chiffres_impairs
 
as
 
$chiffre
)
 
{

    
echo
 
$chiffre
.
" est un chiffre impair.
\n
"
;

}

```

- l'implémentation d'expressions lambda sur le modèle des fermetures de PHP mais avec une syntaxe plus concise :

```
function
 
ajouteExtensionHack
()
 
:
 
(
function
(
string
)
:
 
string
)
 
{

    
$extension
 
=
 
'.hh'
;

    
return
 
$y
 
==>
 
$x
.
$extension
;

}

function
 
test
()
:
 
void
 
{

    
$fonction
 
=
 
ajouteExtensionHack
();

    
echo
 
$fonction
 
(
'index'
);
 
// affiche "index.hh"

}

```

- la possibilité de définir un nouveau type basé sur des types existants :

```
type
 
Point
 
=
 
(
int
,
int
);

type
 
VecteurEntiers
 
=
 
vector
<
int
>
;

```

- la possibilité de définir un nouveau type « opaque » dont le type d'origine n'est accessible que depuis la portion de code dans laquelle il est défini :

```
// (fichier 1)

newtype
 
Ordonnee
 
=
 
int
;

newtype
 
Abscisse
 
=
 
int
;

Abscisse
 
$x
 
=
 
1
;
  
// OK

int
      
$y
 
=
 
$x
;
 
// OK

Abscisse
 
$z
 
=
 
$x
;
 
// OK

```

```
// (fichier 2)

Abscisse
 
$x
 
=
 
1
;
  
// OK

int
      
$y
 
=
 
$x
;
 
// erreur : types incompatibles

Abscisse
 
$z
 
=
 
$x
;
 
// OK

```

- les « Shapes », des structures avec un typage statique :

```
type
 
Voiture
 
=
 
shape
 
{
 
'modele'
 
=>
 
string
,
 
'couleur'
 
=>
 
string
,
 
'decapotable'
 
=>
 
bool
 
};

Voiture
 
$v
;

$v
[
'modele'
]
 
=
 
'Ferrari'
;

$v
[
'couleur'
]
 
=
 
'rouge'
;

$v
[
'decapotable'
]
 
=
 
true
;

```